# Sobolice (powiat zielonogórski)
Sobolice – wieś w Polsce położona w województwie lubuskim, w powiecie zielonogórskim, w gminie Nowogród Bobrzański.
W latach 1975–1998 miejscowość należała administracyjnie do województwa zielonogórskiego.

## Demografia
Liczba mieszkańców miejscowości w poszczególnych latach:
| Rok  | Ilość mieszkańców |
| ---- | ----------------- |
| 1998 | 62                |
| 2002 | 42                |
| 2009 | 38                |
| 2011 | 35                |
| 2021 | 33                |